# Eileen Blake
Eileen Mary Blake (1878–1957) foi uma pintora e artista britânica.

## Biografia
Eileen Mary Blake nasceu em Moseley, um subúrbio de Birmingham onde o seu pai era comerciante de couro. Ela era um de três filhos e frequentou a King Edward VI High School for Girls na cidade antes de estudar na Birmingham School of Art, onde ganhou vários prémios. Blake pintou paisagens, paisagens marinhas, flores, retratos de crianças e outros temas em aquarelas e também desenhou cartões de Natal. Foi um membro eleito da Royal Birmingham Society of Artists e de vários outros grupos de artistas em West Midlands. Ela também expôs no Royal Institute of Painters in Watercolors, na Royal Cambrian Academy e, ao longo da década de 1930, com a Society of Women Artists. Blake viveu na sua cidade natal, Birmingham, ao longo da sua vida.